# Southampton (New York)
Pour les articles homonymes, voir Southampton (homonymie) et Hampton.
Ne doit pas être confondu avec Southampton (village, New York).
Southampton est une ville (town) située au sud-est du comté de Suffolk, sur l'île de Long Island, dans l'État de New York, aux États-Unis. 
La portion orientale de son territoire forme la partie ouest de la péninsule de South Fork, notamment celle qui se trouve au-delà du Canal Shinnecock qui relie la Peconic Bay à la Great South Bay (« Grande baie sud ») et qui répartie Southampton en deux parts à peu près égales.
Avec East Hampton, Southampton constitue l'une des deux localités formant la région des Hamptons, zone de villégiatures les plus prisées par l'élite américaine et spécialement par celle de New York.

## Histoire
La ville a été fondée par des colons venus de Lynn (Massachusetts) qui ont construit sur des terrains cédés par les Indiens Shinnecock en 1640.

## Démographie
Selon le recensement des États-Unis de 2000, la ville dont la population totale est de 54 713 habitants comprend un certain nombre de communautés :
- Eastport
- West Hampton Dunes (village)
- Remsenburg
- Speonk
- Northampton
- Westhampton
- Riverside
- Westhampton Beach (village)
- Quiogue
- Flanders
- Quogue (village)
- East Quogue
- Hampton Bays
- Shinnecock Hills
- Tuckahoe
- North Sea
- Southampton (village)
- Water Mill
- Noyack
- North Haven
- Bridgehampton
- Sagaponack (village)
- Sag Harbor (partagé avec East Hampton)

## Personnes liées à la commune
- John Knowles (1926-2001), écrivain qui a vécu de longues années à Southampton.
- Jacqueline Kennedy, première dame des États-Unis de 1961 à 1963, y est née en 1929.
- Mary Louise Cleave, astronaute, y est née en 1947.
- Paul Annacone (1963-), ancien joueur de tennis et entraineur.
- Vitas Gerulaitis (1954-1994), ancien joueur de tennis y est décédé.